# 長岡市トキと自然の学習館

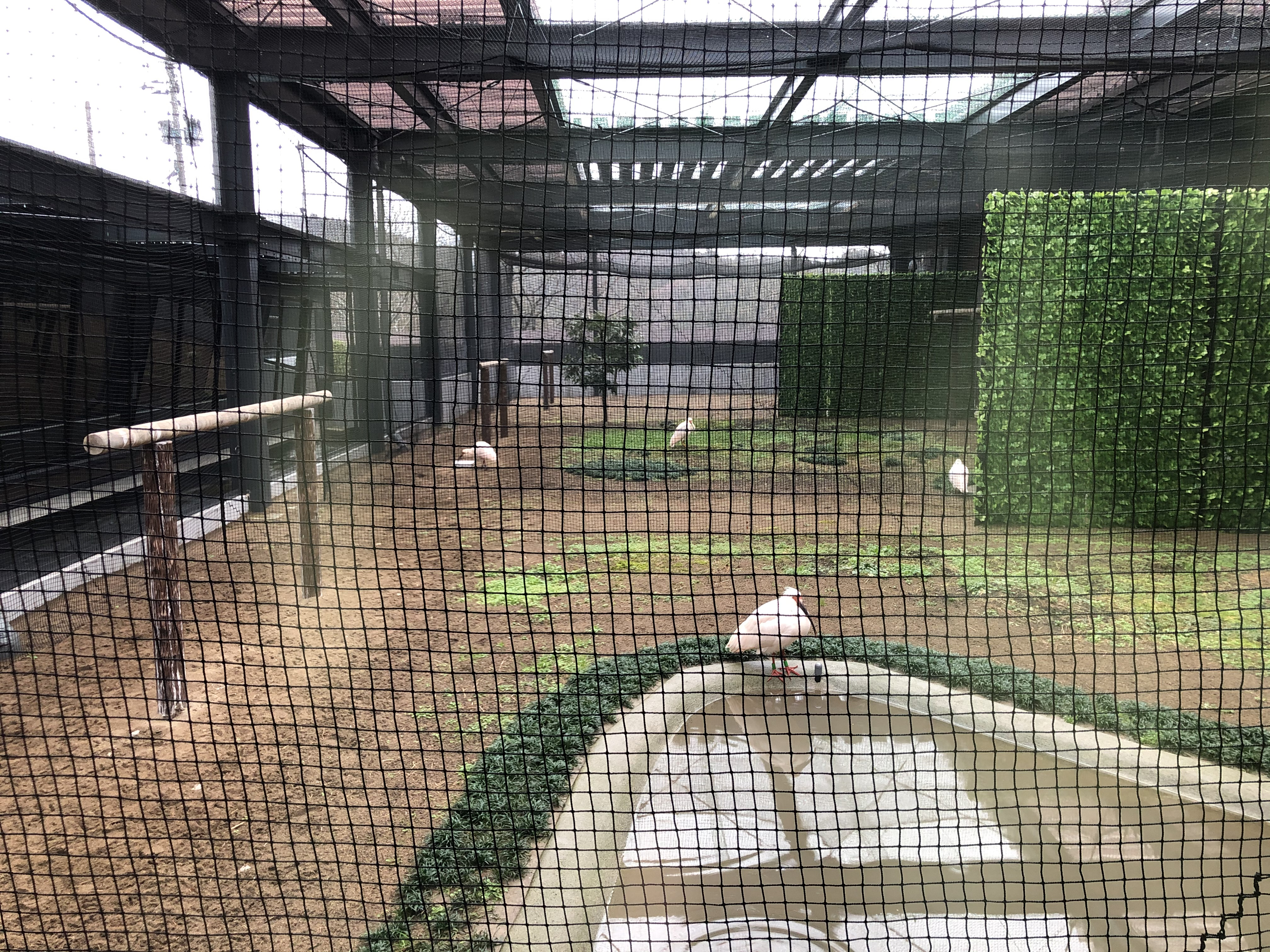
飼育・展示されているトキ

長岡市トキと自然の学習館（ながおかしときとしぜんのがくしゅうかん）は、新潟県長岡市寺泊夏戸にあるトキの保護飼育施設、学習施設である。
愛称はトキみーて。

## 概要
長岡市トキと自然の学習館は、新潟県長岡市寺泊夏戸にあるトキの保護施設。日本においてトキは佐渡島（新潟県佐渡市）のみで環境省が飼育繁殖を行わっていた。同じ場所のみで飼育していると、万が一鳥感染症等が発生した場合に、飼育しているトキが全滅してしまう可能性が高いことから、飼育場所を分散することになった。長岡市は、分散飼育の候補地として手を挙げ、分散飼育地の一つとして選定されることになった。この施設では佐渡島で産まれたトキの分散飼育を行う施設として設置されトキ分散飼育センターと同一敷地内に2012年に設置された。
2021年現在、トキの成鳥9羽を飼育している。そのうち5羽は公開されており間近に観察することができる。またトキの学習施設を併設しており、トキの生態や生育環境等について学ぶことができるようになっている。
寺泊民俗資料館を併設している。

## 沿革
- 2011年 - トキの分散飼育を開始。
- 2012年 - トキと自然の学習館を開設。
- 2018年 - 観覧棟を開設。飼育しているトキの一般公開を開始。

## 交通アクセス
車では、関越自動車道長岡ICから約45分、北陸自動車道長岡北スマートICから40分。
鉄道では、JR越後線桐原駅が最寄り。